# Péchés immortels
Péchés immortels (Immortal Sins traduction littérale : Péchés immortels) est le septième épisode de la quatrième saison de la série télévisée britannique Torchwood, saison intitulée Torchwood : Le Jour du Miracle.

## Accroche
Gwen Cooper s'apprête à livrer Jack pour sauver sa famille. L'histoire revient aux sources du Miracle, en 1927, lorsque Jack, en mission à New York, a rencontré un bel immigrant italien.

## Distribution
- John Barrowman : Capitaine Jack Harkness
- Eve Myles : Gwen Cooper
- Mekhi Phifer : Rex Matheson
- Alexa Havins : Esther Drummond
- Kai Owen : Rhys Williams
- Sharon Morgan - Mary Cooper
- Nana Visitor : Conspiratrice du Miracle
- Tom Price : Sergent Andy Davidson
- Daniele Favilli: Angelo Colasanto
- Pat Asanti : Inspecteur
- Michael Chomiak : Membre du groupe d'assaut
- Cris D'Annunzio : Salvatore Maranzano
- Will Green : Jeune prêtre
- Paul Hayes : Costerdane
- Everton Lawrence : Ablemarch
- Griffin Matthews : Jeune homme
- Frank Medrano : Mr. Giardano
- Angelica Montesano : Fille dans la foule
- Shawn Parsons : Frines
- Vanna Salviati : Femme âgée
- Jayne Taini : Mrs. Giardano
- Darren Dupree Washington : Chef du groupe d'assaut

## Résumé
En juillet 1927, Jack attrape un immigrant italien appelé Angelo Colasanto, qui a volé son visa sur Ellis Island. Jack tombe amoureux d'Angelo et l'aide à s'installer à Little Italy à New York où ils deviennent amants, se faisant un peu d'argent comme petits trafiquants d'alcool pour l'église catholique. Leurs activités leur valent la vindicte du gangster Salvatore Maranzano. Jack parvient à le convaincre de les épargner en l'aidant à transporter une caisse que les chefs de Salvatore veulent. Jack dit à Angelo de partir parce qu'il veut que rien ne lui arrive, mais Angelo refuse d'abandonner Jack.
Après avoir découvert la caisse, Jack l'ouvre et confirme qu'elle contient un parasite extra-terrestre que l'Institut Torchwood l'a chargé de détruire. Le parasite est d'un type qui dépose ses spores dans le cerveau, causant une folie progressive. Jack explique à Angelo que les chefs de Salvatore ont été recrutés par la Brigade du Dupeur. Le plan de la Brigade est d'infecter le futur gouverneur Franklin Delano Roosevelt de telle sorte qu'il soit un président incapable de diriger les États-Unis pendant la Seconde Guerre Mondiale, permettant la victoire des nazis. Jack détruit le parasite et s'échappe de l'entrepôt avec Angelo, mais il reçoit une balle dans la tête de la police tandis qu'un Angelo horrifié est arrêté.
Un an plus tard, Angelo est libéré de prison, et, pour sa plus grande surprise, il est accueilli par Jack qui est toujours vivant. Pour calmer Angelo, Jack explique qu'il a survécu à la fusillade et qu'il veut être à nouveau avec lui. Cependant, se souvenant de la "mort" de Jack, Angelo poignarde Jack, convaincu qu'il est le diable. Bientôt les voisins apprennent la spécificité de Jack, qui est amené dans une boucherie où une foule le tue de façon cruelle et répétée, pour la plus grande horreur d'Angelo. Mme Giardano remplit une bouteille du sang de Jack durant une de ses morts. Pendant un des répits, Jack voit trois chefs de la pègre l'acheter au boucher et nouer un pacte. Angelo aide par la suite Jack à s'enfuir de la boucherie dans l'espoir de recommencer une vie commune à Los Angeles. Mais Jack se sent trahi par ce qu'Angelo a fait et l'abandonne, ne voulant pas le voir vieillir et mourir.
À l'époque présente, Gwen kidnappe Jack pour le livrer aux conspirateurs du Miracle, car sa famille est tenue otage dans leur maison au pays de Galles. Arrivant au lieu de rendez-vous, ils rencontrent une femme, qui connait Jack. Le groupe mystérieux est pris par surprise quand ils sont pris sous la menace d'un tir de Rex et d'Esther qui avaient été alertés par le comportement étrange de Gwen et avaient appris la vérité en récupérant les derniers messages enregistrés par ses lentilles de contact. Esther est parvenue à contacter Andy en Grande-Bretagne qui avec une équipe d'assaut sauve la famille de Gwen pour son plus grand soulagement. L'équipe de Torchwood la tenant en joue, Jack demande à la femme des réponses au sujet du Miracle, mais la femme dit à Jack de l'épargner car elle connait l'homme qui l'a créé. Elle révèle, à la grande surprise de Jack, qu'il s'agit d'Angelo, qui est toujours en vie.

## Continuité avec le Whoniverse
- Jack s'attache à Angelo comme son compagnon, en faisant référence à ceux du Docteur.
- Le parasite que Jack détruit appartient à la "Brigade du Dupeur." On avait déjà vu l'un de ses membres dans l'épisode de Doctor Who, "Le Choix de Donna" et en règle générale, le Dupeur (ou Trickster en V.O.) est un ennemi récurrent de la série The Sarah Jane Adventures.

## Réception
En France, les épisodes 7 à 10 de la saison 4 ont été diffusés en première partie de soirée sur NRJ 12 le 14 décembre 2011. Ils ont eu une audience de 470 000 téléspectateurs, soit 1,7 % de parts de marché.